# Мурзабек (Крым)
Мурзабе́к (укр. Мурзабек, крымскотат. Mırzabek, Мырзабек) — исчезнувшее село в Первомайском районе Республики Крым, располагавшееся на западе района, в степной части Крыма, примерно в 4 километрах восточнее современного села Алексеевка.

### Динамика численности населения
| - 1805 год — 116 чел. - 1864 год — 83 чел. - 1889 год — 139 чел. - 1892 год — 128 чел. | - 1900 год — 177 чел. - 1915 год — 182/ чел. - 1926 год — 146 чел. - 1939 год — 89 чел. |

## История
Первое документальное упоминание села встречается в Камеральном Описании Крыма… 1784 года, судя по которому, в последний период Крымского ханства Мырзобек входил в Караул кадылык Перекопского каймаканства. После присоединения Крыма к России (8) 19 апреля 1783 года, (8) 19 февраля 1784 года, именным указом Екатерины II сенату, на территории бывшего Крымского ханства была образована Таврическая область и деревня была приписана к Евпаторийскому уезду. После павловских реформ, с 1796 по 1802 год входила в Акмечетский уезд Новороссийской губернии. По новому административному делению, после создания 8 (20) октября 1802 года Таврической губернии, Мурзабек был включён в состав Джелаирской волости Евпаторийского уезда.
По Ведомости о волостях и селениях, в Евпаторийском уезде с показанием числа дворов и душ… от 19 апреля 1806 года в деревне Мурзабек числилось 16 дворов, 114 крымских татар и 2 ясыров. На военно-топографической карте генерал-майора Мухина 1817 года деревня Мурзабек обозначена с 11 дворами. После реформы волостного деления 1829 года Мурзабек, согласно «Ведомости о казённых волостях Таврической губернии 1829 года», отнесли к Атайской волости (переименованной из Джелаирской). На карте 1836 года в деревне обозначено 26 дворов, как и на карте 1842 года Мурзабек обозначен с 26 дворами.
В 1860-х годах, после земской реформы Александра II, деревню приписали к Биюк-Асской волости. В «Списке населённых мест Таврической губернии по сведениям 1864 года», составленном по результатам VIII ревизии 1864 года, Мурзабек — владельческая татарская деревня, с 8 дворами, 83 жителями и мечетью при колодцахъ. По обследованиям профессора А. Н. Козловского 1867 года, вода в колодцах деревни была пресная, а их глубина достигала 30—40 саженей «и более» (63—85 м). На трехверстовой карте Шуберта 1865—1876 года в деревне Мурзабек обозначено 26 дворов. Согласно «Памятной книжке Таврической губернии за 1867 год», деревня была покинута жителями в 1860—1864 годах, в результате эмиграции крымских татар, особенно массовой после Крымской войны 1853—1856 годов, в Турцию и вновь заселена татарами. По «Памятной книге Таврической губернии 1889 года», по результатам Х ревизии 1887 года, в деревне Мурзабек числилось 22 двора и 139 жителей. Согласно «…Памятной книжке Таврической губернии на 1892 год», в деревне Мурзабель, входившей в Азгана-Карынский участок, было 128 жителей в 22 домохозяйствах.
Земская реформа 1890-х годов в Евпаторийском уезде прошла после 1892 года, в результате Мурзабек приписали к Коджанбакской волости.
По «…Памятной книжке Таврической губернии на 1900 год» в деревне числилось 177 жителей в 27 дворах. По Статистическому справочнику Таврической губернии. Ч.II-я. Статистический очерк, выпуск пятый Евпаторийский уезд, 1915 год, в деревне Мурзабек Коджамбакской волости Евпаторийского уезда числилось 24 двора (2 двора с землёй, 22 — безземельные) с татарским населением в количестве 182 человека приписных жителей, из которых 85 мужчин и 97 женщин. Жители владели 46 десятинами удобной земли. В хозяйствах имелось 88 лошадей, 14 волов, 19 коров и 146 голов мелкого скота.
После установления в Крыму Советской власти, по постановлению Крымревкома от 8 января 1921 года № 206 «Об изменении административных границ» была упразднена волостная система и село вошло в состав Евпаторийского района Евпаторийского уезда, а в 1922 году уезды получили название округов. 11 октября 1923 года, согласно постановлению ВЦИК, в административное деление Крымской АССР были внесены изменения, в результате которых округа были отменены и произошло укрупнение районов — территорию округа включили в Евпаторийский район. Согласно Списку населённых пунктов Крымской АССР по Всесоюзной переписи 17 декабря 1926 года, в селе Мурзабек, Айкаулского сельсовета Евпаторийского района, числился 41 двор, из них 40 крестьянских, население составляло 146 человек, из них 145 татар и 1 русский, действовала татарская школа. Постановлением ВЦИК РСФСР от 30 октября 1930 года был создан Фрайдорфский еврейский национальный район (переименованный указом Президиума Верховного Совета РСФСР № 621/6 от 14 декабря 1944 года в Новосёловский) (по другим данным 15 сентября 1931 года) и село включили в его состав. По данным всесоюзной переписи населения 1939 года в селе проживало 89 человек. Село ещё обозначено на двухкилометровой карте Генштаба 1942 года, в дальнейшем в доступных документах не встречается.